# Каплиця Святого Андрія Первозванного
Капли́ця Святого Андрія Первозваного — найстаріша каплиця в місті Калуш, що розташована на розі вулиць Долинська і Козоріса.
Каплиця збудована у 1990-х роках на місці зруйнованої в 1962 році каплиці Св. Антонія Падевського.

## Історія старої каплиці
Перша каплиця була названа в честь Антонія Падевського. Вона була зведена десь у 1650—1680 роках на честь перемоги поляків над татарами.
Капличка Св. Антонія була збудована в готичному, типовому західному римо-католицькому стилі, якому притаманні гострокінчасті вежі, стрункі імпозантні колони, сувороаскетичні портали. Висотою каплиця була десь метрів чотири, з високим гострим куполом. Всередині 2×3 метри. Вхід до каплиці розміщувався зі сходу, як символ того, що на Сході у Палестині народився, навчав, переносив страшні муки, вмирав і воскрес Христос Спаситель. По обидва боки від входу росли акації — справа маленька, а зліва величезна, крислата.
До Св. Антонія зі своїми проханнями йшли всі — і поляки, і німці, і євреї, і українці.
З кінця XIX ст. і по 40-ві роки XX ст. каплиця була під опікою сестер — монахинь (сестер-служебниць), які були в міській лікарні, що знаходилася неподалік від каплиці.
За свідченнями жителів навколишніх вулиць, «капличка стояла на самому розі вулиць. Вхід до неї був зі сторони міста, щоб усі люди, які заходили в місто зі сторони Долини, Станіслава і навколишніх сіл, чи виходили з міста могли постояти, помолитися і попросити чогось у Св. Антоніо».
Сестри — служебниці порядкували в каплиці до 1946 року, а потім виїхали до Польщі. Ключі передали пані Кукушинській (вчительці), яка проживала на теперішній вулиці Козоріса, колишній Чкалова.
За свідченням Стефанії Вуйцік, 1924 р. н.: «Місцева влада в 60-х роках, перед зруйнуванням каплиці, хотіла забрати в пані ключі, але та прикидалася, що несповна розуму, виробляла всілякі чуда, казала, що божевільна, що ключів у неї нема. То їй дали спокій».
За кілька днів до зруйнування каплиці пані Кукушинська встигла забрати Св. Антоніо, плащаницю і ще деякі речі з каплиці і закопала у себе на городі. Плащаницю відвезли до села Бережниця на цвинтар і закопали там.
Після смерті полячки, сусідка п. Нижник, яка знала, де закопані святі речі, відкопала їх і заховала в себе вдома (статуя Св. Антонія Падевського знаходиться зараз в неї, яку вона з невідомої причини не бажає віддати громаді). Не відкопали тільки плащаницю, бо вона лишилася в селі Бережниця.

## Демонтаж святині
Влітку 1962 року місцева влада хотіла зруйнувати каплицю. Люди стали на захист своєї святині. Тоді руйнівники приїхали вночі, коли всі спали. Але стіни були настільки міцні, що за першим разом не вдалося їх розвалити. Приїхали на другу ніч і ланцюгами, запханими через вікна і двері, розтягли каплицю. Працювали тихо, що майже ніхто з людей не чув. Незабаром зрубали довколишні акації.
Так закінчилася майже трьохсотлітня історія найстарішої каплиці Калуша.

## Фотогалерея

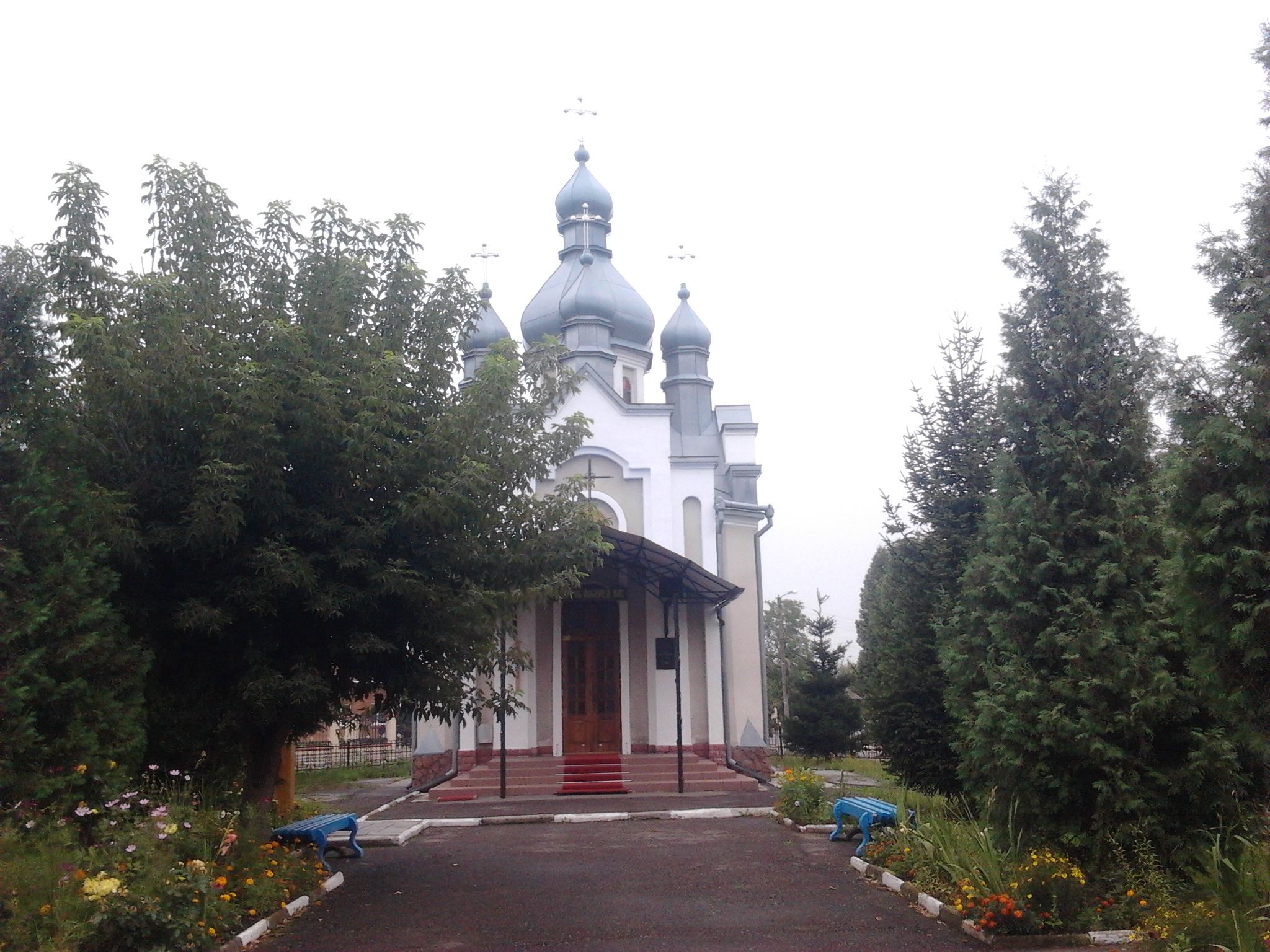
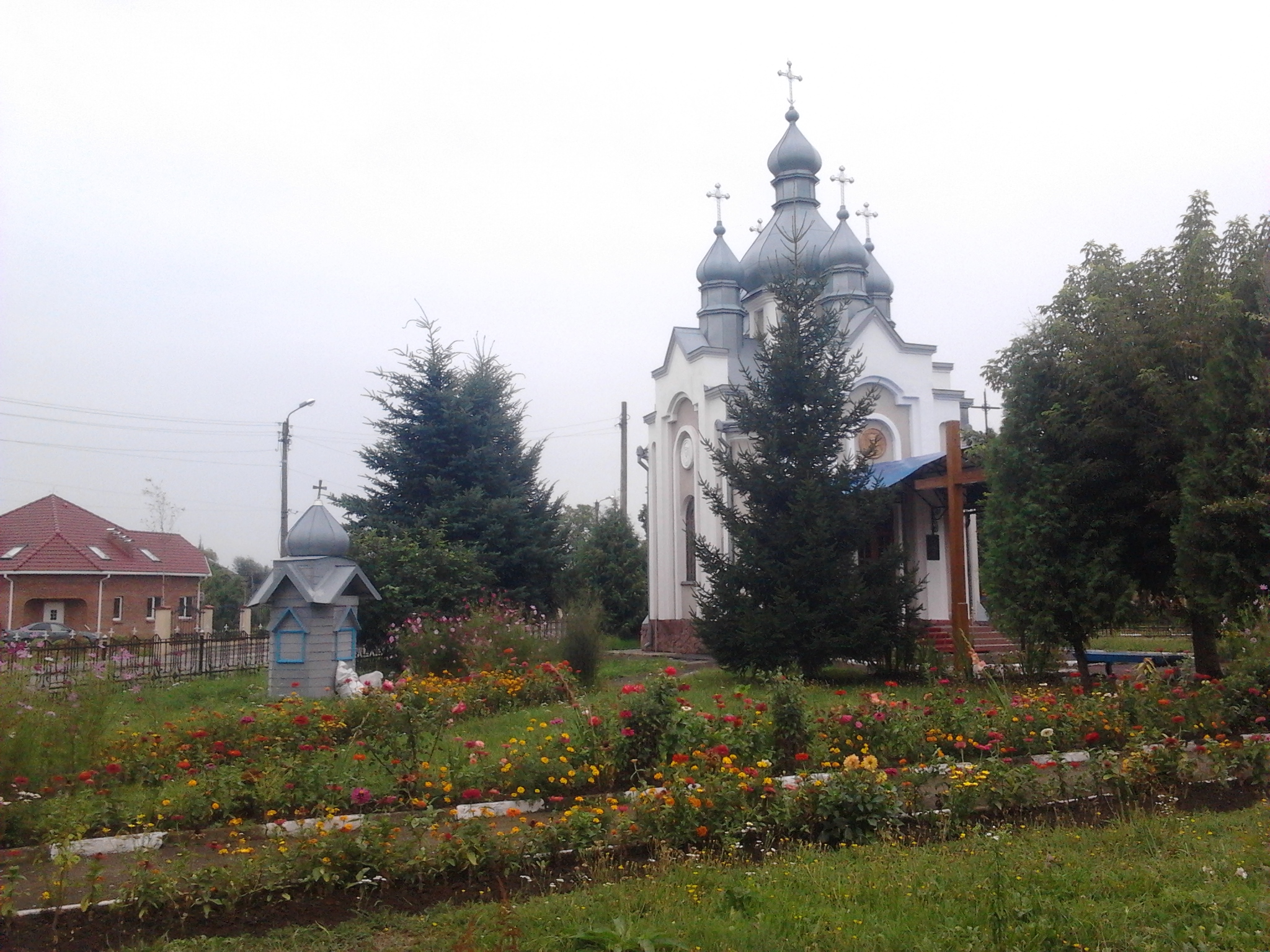

## Нова каплиця

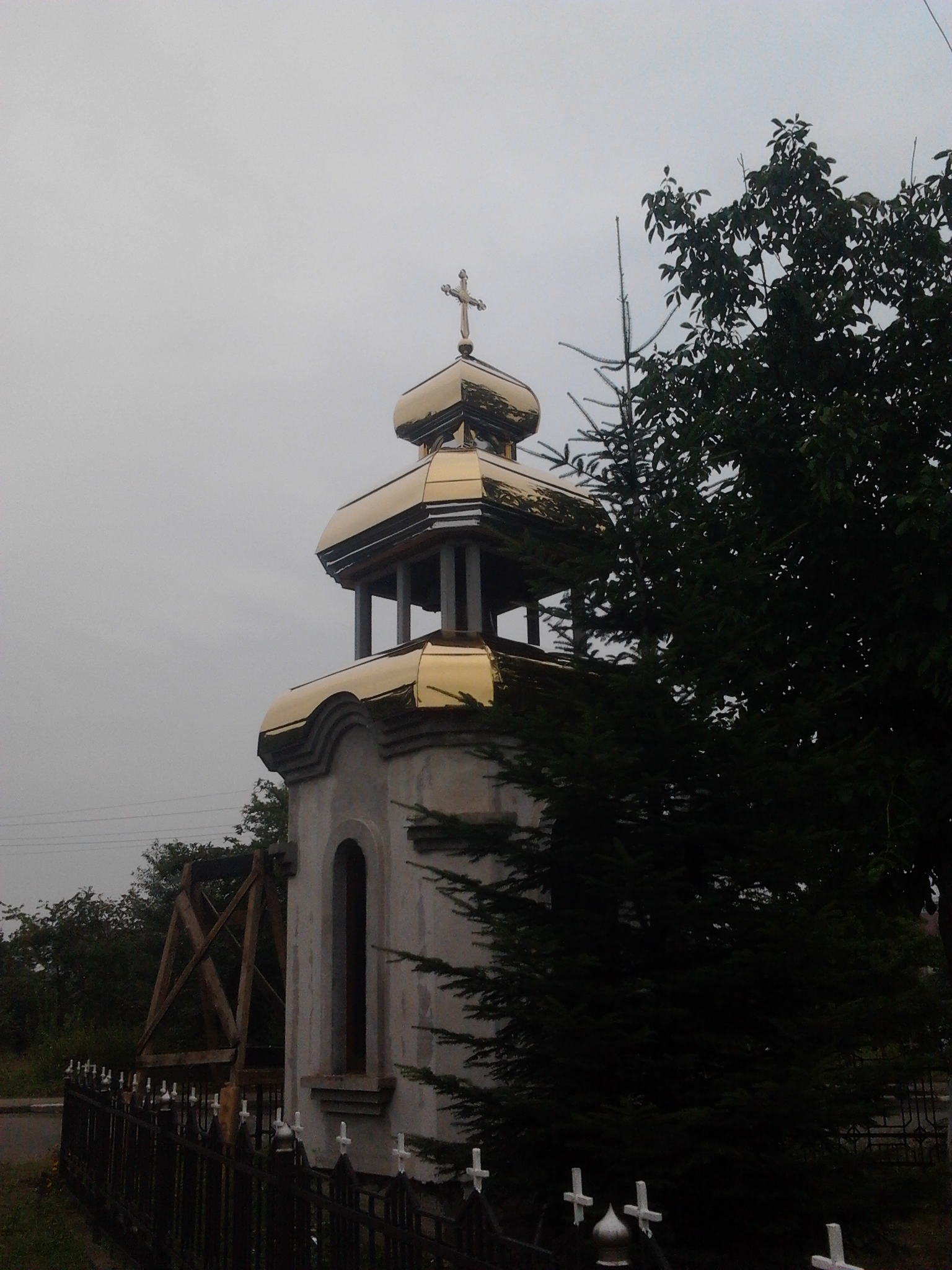
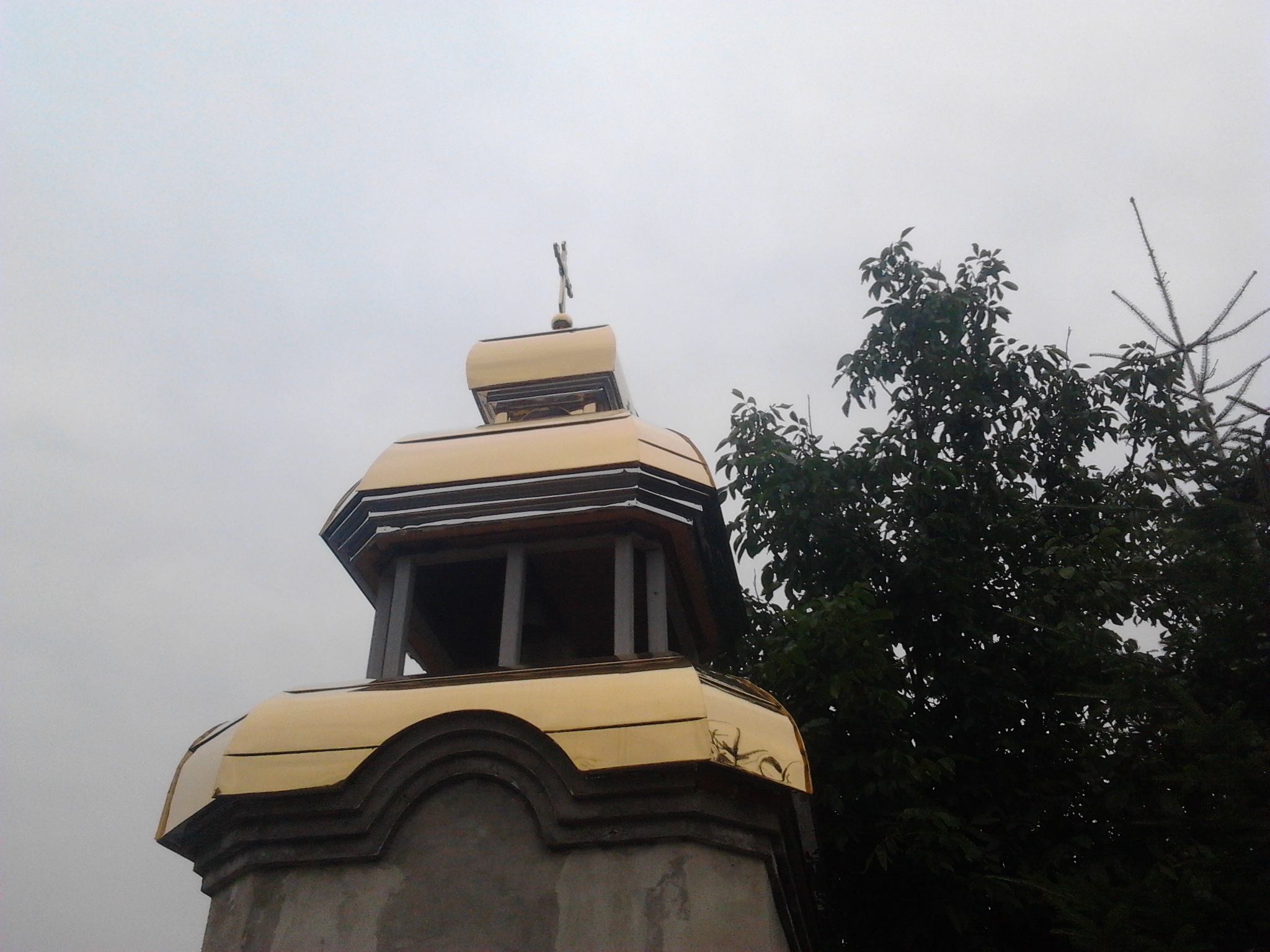
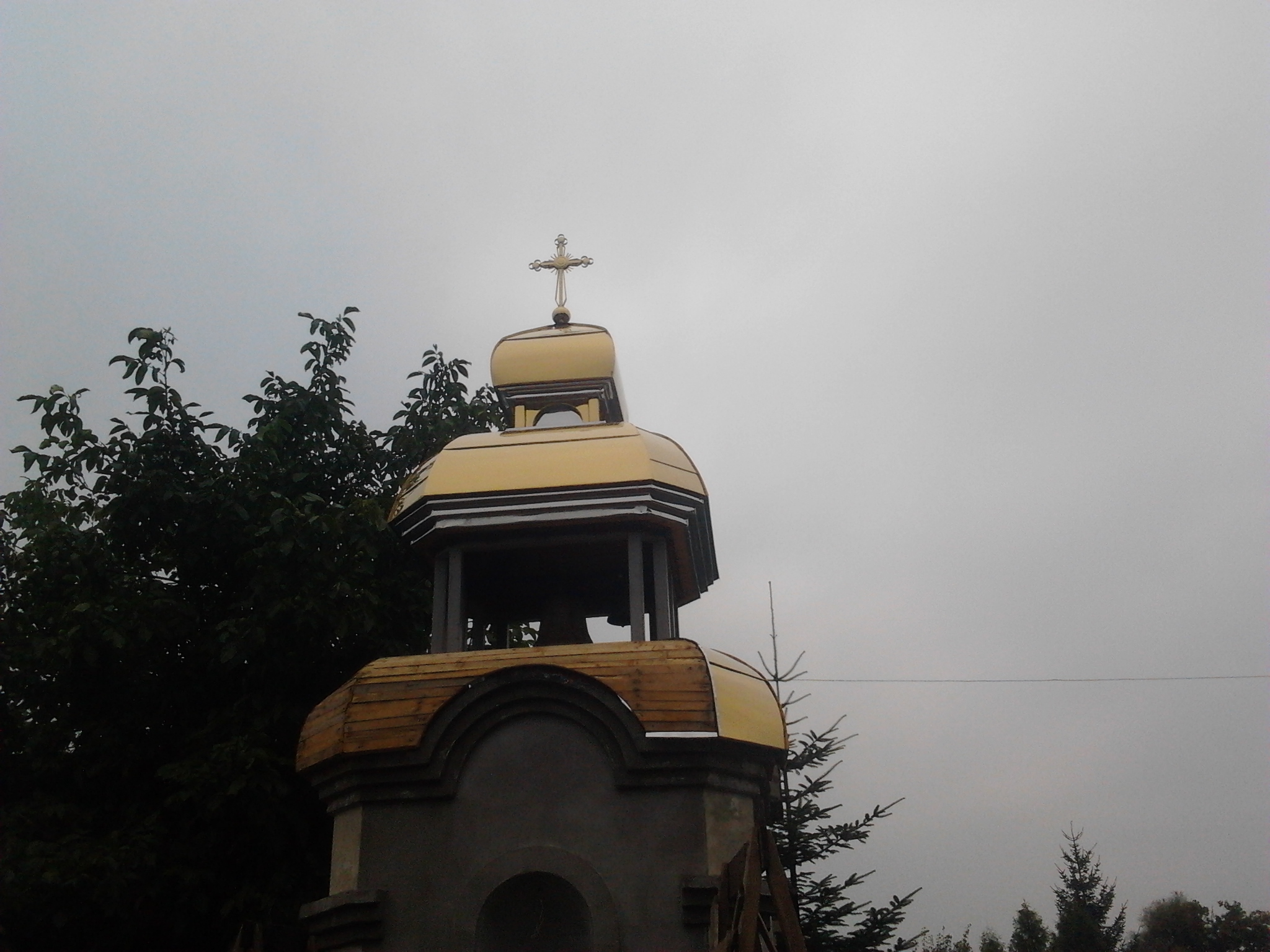
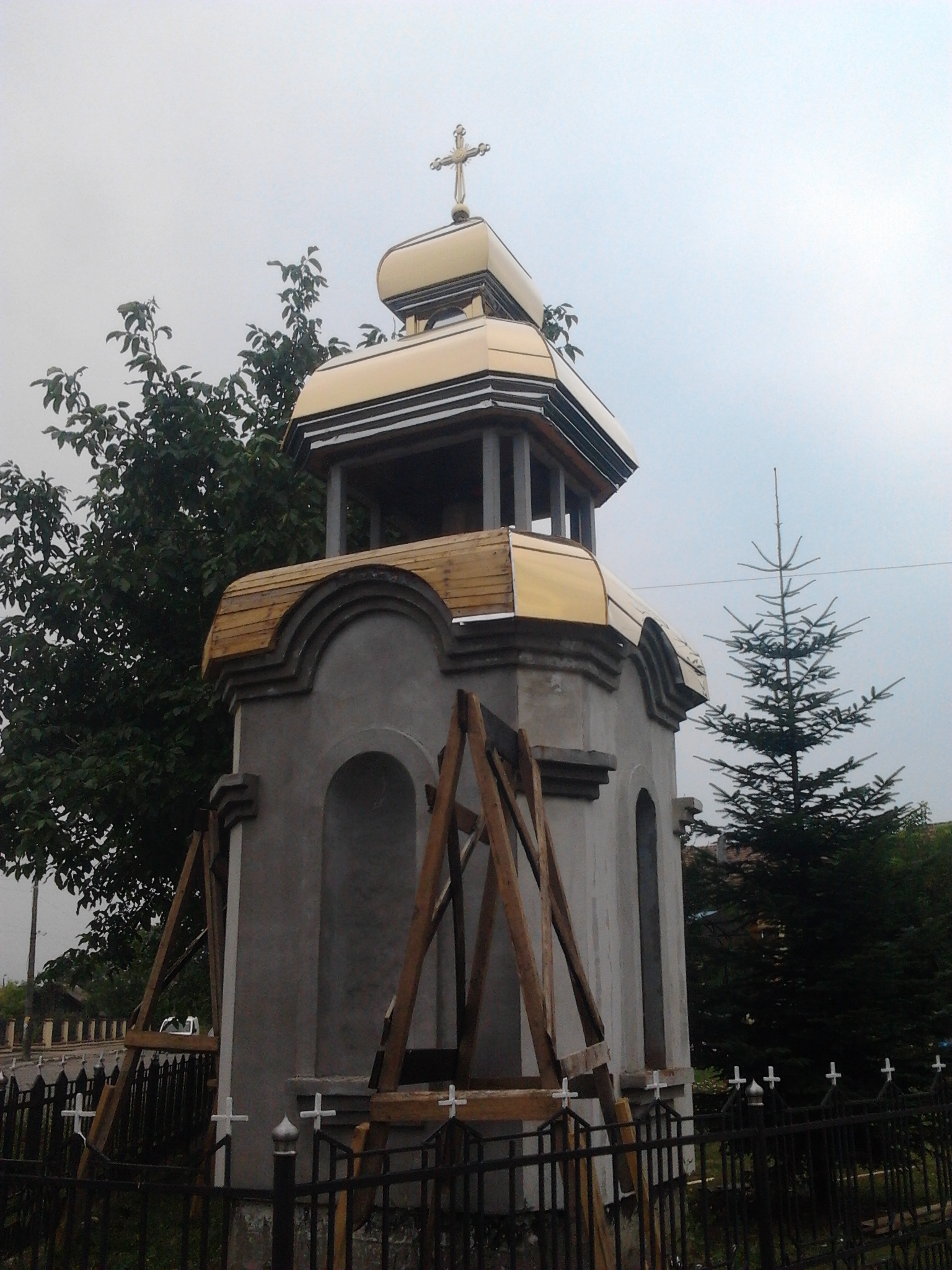
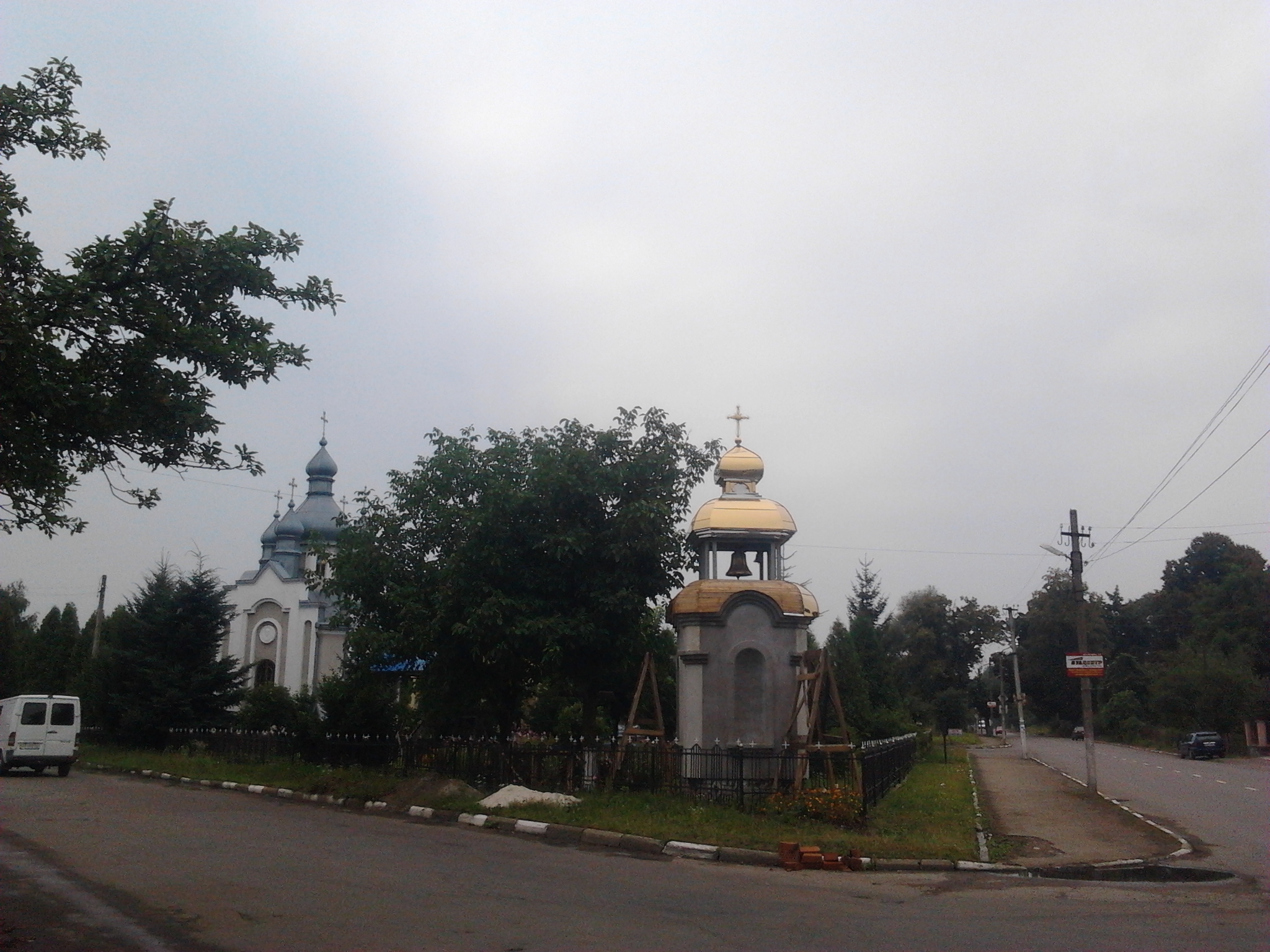

Через 30 років на місці знищеної каплиці Св. Антонія Падевського поставили нову більшу каплицю. Освятив каплицю у свято Андрія Первозваного 13 грудня 1998 року Владика Софрон Мудрий. Тому каплиця і отримала ім'я цього святого. Першим священником у каплиці був отець Михаїл Чорнега. З 2000 року на парафії служив отець Степан Скібіцький, а 2008 року і до сьогодні — отець Микола Крушец.

## Відновлення каплички Св. Антонія Падевського
У настоятеля каплиці Св. Андрія Первозваного отця Миколи Крушеца виникла ідея збудувати поряд каплицю-дзвіницю Св. Антонія Падевського. Технічний план і документацію виготовив архітектор Петро Пострильовний, скульптуру святого Антонія — Ігор Семак. Дзвін подарували італійський священик отець Вальтер Бонетто та отець Микола Семинишин. 6 жовтня каплицю-дзвіницю було освячено.